# Fuentespreadas
Fuentespreadas – gmina w Hiszpanii, w prowincji Zamora, w Kastylii i León, o powierzchni 20,07 km². W 2011 roku gmina liczyła 336 mieszkańców.